# Amphiura lunaris
Amphiura lunaris är en ormstjärneart som beskrevs av George Richard Lyman 1878. Amphiura lunaris ingår i släktet Amphiura och familjen trådormstjärnor. Inga underarter finns listade i Catalogue of Life.